# Francie v raném novověku
Dějiny raně novověké Francie (Francouzského království) jsou období francouzských dějin mezi lety 1492 až 1789, tedy období začínající příchodem renesance do Francie a končící Velkou francouzskou revolucí a zánikem starého režimu (Ancien régime). Během tohoto období se Francie postupně proměnila z feudálního státu středověkého typu ve vysoce centralizovanou monarchii s mocnou absolutistickou vládou soustředěnou v rukou krále, opírajícího se o mohutný úřednický aparát, silné vojsko a církev.

## Historie

### Na počátku novověku
Ze stoleté války vyšla Francie jako vítěz a do novověku tak vstoupila jako velmoc. V této době se začalo posilovat postavení panovníka a upevnilo se státní zřízení. Feudální režim ve Francii začala pozvolna nahrazovat centralizovaná vláda soustřeďující se kolem absolutisticky vládnoucího dvora.

### Italské války a habsburské nebezpečí

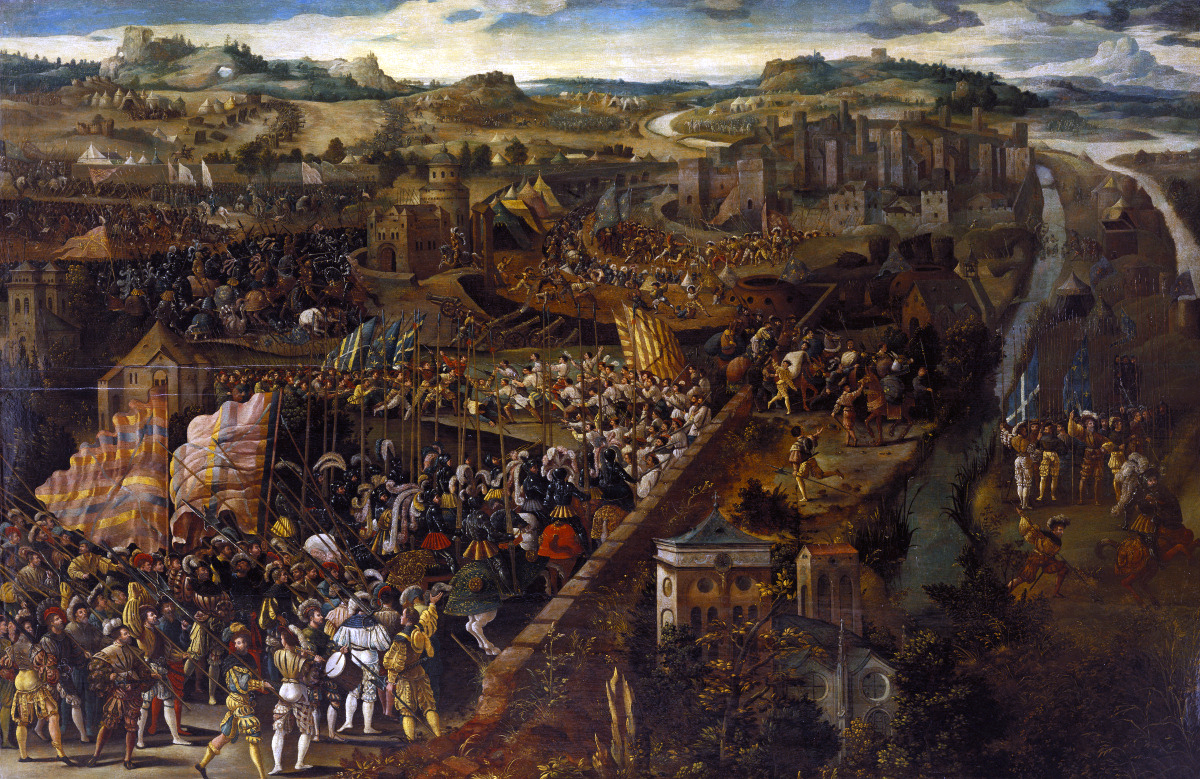
Italské války: Bitva u Pavie

Celé první polovině 16. století dominují války o Itálii. Tyto války byly vyvolané sporem o nástupnictví v království Neapolském a vévodství Milánském, Francie tu válčila zejména se Španělskem, ale i se samotnými italskými městy. Francie měla o posílení moci v Itálii zájem z několika důvodů; předně italská města byla velice bohatá a kulturně vyspělá, navíc jejich získání by umožnilo postavit se rozpínavosti Španělska a Habsburků. Neapol i Milán Francouzi několikrát získali a několikrát zase ztratili. Po 60 letech vyčerpávajících válek se nakonec roku 1559 mírem v Cateau-Cambrésis jakýchkoliv snah o ovládnutí Itálie vzdali (království Neapolské získali španělští Habsburkové).

Karel V. Habsburský v bitvě u Mühlbergu, Tizian, 1548

Právě Habsburkové se v 16. století stali pro Francii největším nepřítelem. V předchozích letech totiž nebývale vzrostla jejich moc; od roku 1437 prakticky bez přestání drželi císařskou korunu Svaté říše římské, roku 1477 navíc pronikli do západní Evropy a těsného sousedství Francie, když Maxmilián I. získal sňatkem s Marií Burgundskou nejen Burgundsko, ale taktéž Lucembursko a celé Nizozemí (tedy i území dnešní Belgie). Sňatkem Filipa I. Sličného Habsburského s Johanou Šílenou Kastilskou navíc Habsburkové získali Španělsko a jeho zámořské kolonie. Syn Filipa a Johany - Karel V. Habsburský - se tak stal zdaleka nejmocnějším monarchou Evropy 16. století. A Francie se octla v habsburském obležení - na francouzské severní a západní hranici ovládali Habsburkové Burgundsko, Nizozemí a Německo, na jihu Španělsko.

### Renesanční Francie a upevnění panovnické moci

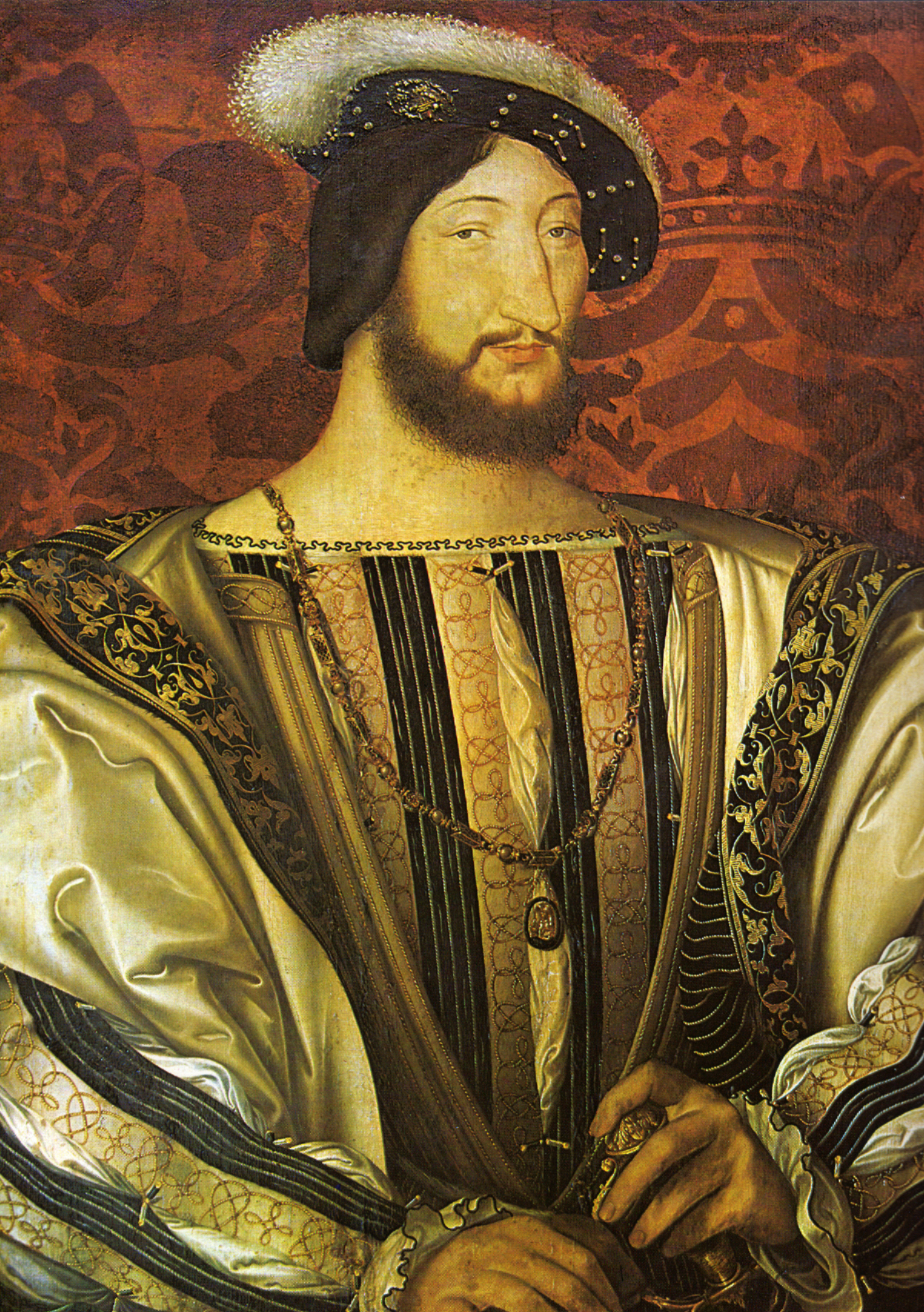
František I. od Cloueta

Spolu s francouzskými zásahy v Itálii do Francie dorazila renesance. Ztělesněním rozkvětu a moci Francie v této době se stal král František I. (François Ier). Všichni životopisci Františka I. zdůrazňují, že podporoval umění, udržoval přepychový dvůr a posiloval moc krále. A přitom rozhodně nezapomínal na zahraniční politiku. Po celý život byl rivalem španělského krále a německého císaře Karla V., s nímž se utkal v četných válkách o Apeninský poloostrov a na němž získal zpět Burgundsko. Právě války o Itálii se Španělskem dominovaly celé jeho vládě. Humanisty byl František milován, do úst mu vložili slova: „Nevzdělaný král je korunovaný osel.“, opěvována byla jeho pěkná postava, hlas, výřečnost a šarm.

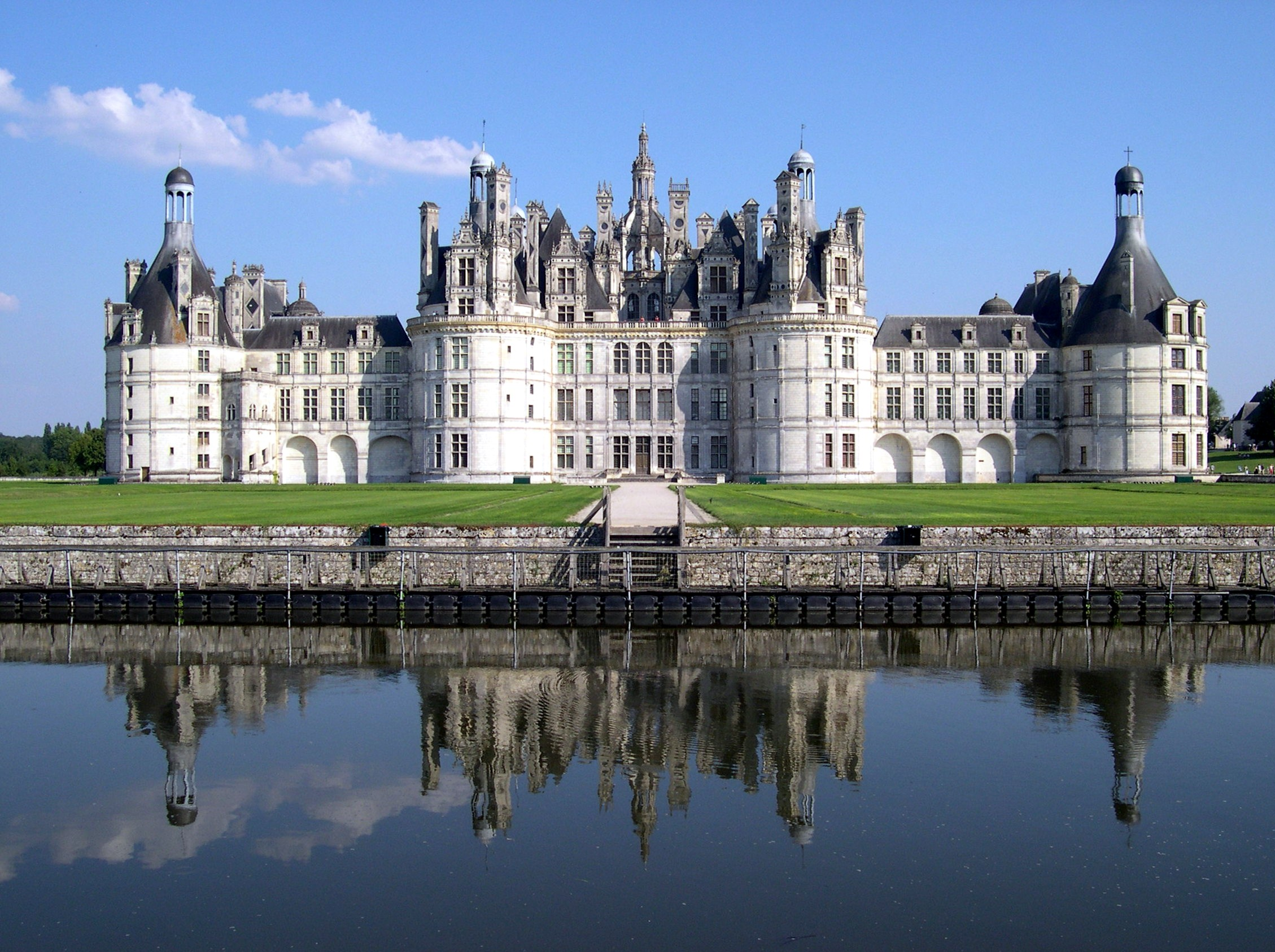
Zámek Chambord na Loiře

František neměl žádnou stálou rezidenci, místo toho brázdil spolu se svým kočujícím královstvím Francii. Ačkoliv byl tento typ řízení státu v tehdejší době obvyklý, ukazuje také na nedostatečnou funkci Paříže jako hlavního města. Jelikož však Františkův dvůr byl obrovský a přepychový (a v celé tehdejší Evropě neměl obdoby), a jeho neustálé stěhování se dosti prodražovalo, František započal se stavbou královských rezidencí; vznikly tak opěvované zámky na Loiře (Chambord, Chenonceau, Blois), zámek Fontainebleau a František také nechat několikrát přebudovat pařížský Louvre.
Na Františkově dvoře se plně rozvinula renesanční a manýristická kultura; působili tu básníci Pierre de Ronsard, Michel de Montaigne či François Rabelais, František sem pozve Leonarda da Vinci, Michelangela, Rafaela a Tiziana.
Za Františkovy vlády Verrazano a Jacques Cartier objevili pro Francii Kanadu; ve Francii se také začal rozvíjet obchod (v Lyonu je založena první burza).
Avšak ta obrovitá sláva Františkova dvora a namáhavé války v Itálii měly také svou odvrácenou stranu. Za Františkovy vlády se Francie nesmírně zadlužila, a tak rostly daně, ceny a nespokojenost lidu. A v té době do Francie pronikla reformace.